# IJ-tunnel
Le IJ-tunnel est un tunnel routier d'Amsterdam aux Pays-Bas. Il relie le centre de la ville à l'arrondissement d'Amsterdam-Noord en passant sous l'IJ, lac d'eau douce dans lequel se jette notamment l'Amstel. Le tunnel se trouve sur une voie rapide de circulation qui part de la partie nord de l'Autoroute A10 (périphérique extérieur) pour rejoindre sa partie sud au niveau de Duivendrecht, en passant notamment par Weesperstraat, Wibautstraat et Gooiseweg. La longueur totale du tunnel est de 1.68km, et la section la plus profonde du tunnel se trouve à 20.32m sous le NAP.